# 白鷹 (急設網艦)
白鷹 （しらたか）は、日本海軍の敷設艦（急設網艦）。
日本海軍が保有した最初の急設網艦（同時期に燕型敷設艇も就役）。純粋な防潜網敷設艦(net layer)としての世界最初の建造にもなる。

## 概要
軍艦「白鷹」は昭和初期に竣工した日本海軍の敷設艦（設網艦）。対潜水艦用の防潜網を敷設する艦艇だが、通常の機雷敷設も可能である。日本海軍の制式な類別は敷設艦。
艦名の「白鷹」は羽毛が白みを帯びた鷹の総称で、初代は明治から大正時代の水雷艇「白鷹」。敷設艦「白鷹」は2代目。
日中戦争では中支方面へ進出。太平洋戦争開戦時はフィリピンやセレベス島など東南アジア方面で行動。1942年（昭和17年）8月上旬より第八艦隊附属となり、ソロモン諸島やパプアニューギニア方面で敷設任務・輸送任務・護衛任務に従事した。1943年（昭和18年）11月中旬、新編の第九艦隊に所属したのち、1944年（昭和19年）4月より第一海上護衛隊に編入されて船団護衛任務に従事。8月31日、米潜水艦の雷撃によりバシー海峡で沈没した。

## 艦型
第一次世界大戦で威力を発揮した潜水艦に対する対策の一環として、港湾基地や水道に展開する防潜網（機雷と浮標のついた網）が考案され、これを短時間で敷設する専用の艦種（急設網艦）が求められた。「白鷹」は大正12年度計画。当初計画時は5,000トン級艦だったが、最終的に駆逐艦並の基準排水量1,345トンに縮小された。
1929年（昭和4年）、本艦は燕型敷設艇（燕、鴎）と共に完成した。軍艦であるため菊御紋章をそなえるが、艦首端に防潜網揚収用装置があるため、御紋章は艦首両側についている。基本計画番号はH-2と推定されている。
一四式防潜網（急設網、九〇式機雷240個つき）6カイリ分、もしくは五号機雷100個を搭載できた。
船体は艦首のシアはほとんど無く、上甲板舷側には低いブルワークが艦尾まで続き、艦尾は大きく後方に張り出していた。艦内の一般配置は吹雪型駆逐艦に準じて計画され、艦橋やマストも同型に準じている。網庫は前部船艙甲板に2カ所、後部下甲板に2カ所、同船艙甲板に3カ所、敷設軌道は片舷に内側から浮標設置用、九〇式機雷用、五号機雷及び沈錘設置用の3条、両舷で計6条が艦尾まで導設され、網の敷設ために船首楼甲板と上甲板はほとんどが木甲板となっていた。艦尾には網設置指揮所を設けた。
備砲は四十五口径十年式十二糎高角砲3門、盾は無く前甲板に1門、後部上構上に2門が前後に設置された。また12mm単装機銃1挺は艦橋前の機銃台上に設置した。
復元性能は日本海軍艦艇の中で一番悪く、搭載艇の揚げ降ろしだけで艦が揺れたという話が伝わっている。

### 性能改善工事
友鶴事件後の1934年（昭和9年）に呉海軍工廠で性能改善工事を受けた。艦橋を1甲板下げ、煙突(約1m短縮)、マストを短縮、探照燈の位置が低められた。また深さ700mmのバラストキールを設置し、艦底に搭載した固定バラストと合わせてバラスト重量は130トンになった
備砲は2番砲が撤去され、睦月型駆逐艦等が採用した四十五口径三年式十二センチ砲2門に換装された。
この工事により公試状態で排水量1,619.9トン、平均吃水3.260m、満載状態で排水量1,816.6トン、平均吃水3.473mになり、レンジは公試状態で115度(竣工時は公試状態で92度、軽荷状態で66度)に改善された。

### その後の兵装の変遷
1940年（昭和15年）に大湊工作部で特定修理を行った際に12mm機銃1挺に換えて13mm連装機銃2基を搭載した(ただし大湊出港時にはまだ搭載されていない)。位置は12mm機銃撤去跡に1基、2番主砲(後部主砲)の直前に1基だった。
1943年（昭和18年）6月の修理時に備砲を四十口径三年式八糎高角砲に換装、25mm機銃の増備、爆雷搭載数増加、爆雷投射機、水中探信儀装備等の改修を実施。同時に敷設関係装備を撤去したとされる。以降は船団護衛任務に従事することになった。1944年（昭和19年）4月にも対空機銃を増備。さらに四十口径八九式十二糎七高角砲装備の要望が出されたが、実施されないまま沈没した。この時(1944年4月)の対空兵装は
- 8cm単装高角砲2門
- 25mm連装機銃2基、同単装2基
- 13mm連装機銃1基

となっていた。また21号電探を艦橋天蓋に装備した。

### 機関
予算上の都合から、後継艦（初鷹型急設網艦）と異なり、本艦は沈没するまで石炭専焼で黒煙を出した。このため潜水艦に発見されやすく、当時の海上護衛総司令部参謀大井篤中佐は「こんな艦を護衛艦に使わねばならぬところにも、当時の護衛艦不足が反映していた。」と回想している。

## 艦歴
1927年（昭和2年）11月1日、日本海軍は建造予定の敷設艦を「厳島」、急設網艦を「白鷹」と命名する。同日附で2隻（厳島、白鷹）は艦艇類別等級表に記載、白鷹は急設網艦に類別された。ただし「急設網艦」という艦種は1929年（昭和4年）3月23日(白鷹竣工前)に削除され、本艦は改めて敷設艦に類別された。
同年11月24日、「白鷹」は東京石川島造船所で起工。1929年（昭和4年）1月23日、石川島造船所の白鷹艤装員事務所は事務を開始する。1月25日、進水。同年4月9日、竣工。同日附で白鷹艤装員事務所を撤去。呉鎮守府附。
1935年（昭和10年）7月、小豆島沖合で大阪商船「緑丸」が沈没。多くの行方不明者、犠牲者を出したことから、他5隻とともに捜索活動に出動。
1937年（昭和12年）7月以降の日中戦争（支那事変）では、第三艦隊に所属して中国大陸沿岸部に進出、同方面で行動した。この他にも、内地で呉鎮守府防備戦隊旗艦に指定されることもあり、1939年（昭和14年）11月10日から12日にかけて呉防備戦隊旗艦を臨時に陽炎型駆逐艦1番艦「陽炎」と交代した。
1940年（昭和15年）11月15日、「白鷹」は第二艦隊・第1根拠地隊に編入。つづいて1941年（昭和16年）4月10日から第三艦隊・第一根拠地隊に編入された。

### 太平洋戦争
太平洋戦争緒戦では「白鷹」はフィリピン作戦を行なう比島部隊の第四急襲隊の一隻となった。

しかし、「白鷹」は第四急襲隊の参加するレガスピー上陸作戦には参加せずパラオでダバオ攻略の準備をすることとされた。その後、「白鷹」はダバオ攻略にあたる第五急襲隊の一隻となり、第二水雷戦隊司令官の指揮下に入った。ダバオ攻略船団は3つに分かれており、「白鷹」は駆逐艦「天津風」、「親潮」、輸送船4隻とともに第二梯団となった。攻略部隊は12月16日にまず大三梯団がパラオから出撃し、翌日第一梯団と第二梯団も出撃した。12月18日、「白鷹」は潜水艦を探知し攻撃を行った。12月20日、上陸が行われた。
フィリピン作戦の次は蘭印作戦が行なわれた。第二十一掃海隊と第一駆潜隊をのぞく第一根拠地隊は軽巡洋艦「長良」（旗艦）とともに蘭印部隊東方攻略部隊の第一根拠地部隊（指揮官第一根拠地隊司令官）となった。東方攻略部隊の最初の作戦はメナド攻略であった。上陸は1942年1月11日に行われた。「白鷹」と「蒼鷹」は1月10日にマララグ湾から出撃してバンカ泊地へ向かい、同泊地入り口への防潜網設置や機雷敷設を行なった。
次はケンダリー攻略であった。この作戦では第一根拠地部隊指揮官が指揮をとり、その戦力も追加された。「白鷹」を含む攻略部隊は1月21日にバンカ泊地から出撃し、1月24日に上陸が行われた。
2月後半から日本軍はジャワ島攻略作戦を開始。「白鷹」は第五水雷戦隊、軽巡洋艦「由良」などとともに西部ジャワ攻略にあたる第三護衛隊（指揮官第五水雷戦隊司令官）の一隻となった。第三護衛隊は2月18日に輸送船56隻からなる船団を護衛してカムラン湾から出撃。2月28日から3月1日の夜にバタビア沖海戦が発生。「白鷹」も戦闘に参加した。
1942年（昭和17年）3月10日、第二南建艦隊麾下第21特別根拠地隊所属となり、スラバヤ方面で任務に従事した。
同年8月5日附で「白鷹」（当時スラバヤ方面）は外南洋部隊（指揮官第八艦隊司令長官三川軍一中将）に編入。9月6日にラバウル（ニューブリテン島）に到着。日本海軍の拠点ショートランド泊地（ショートランド諸島）に防潜網を設置する。11月13日にはショートランド泊地にて、第三次ソロモン海戦第一夜戦に参加した白露型駆逐艦6番艦「五月雨」（第2駆逐隊）より、同海戦で沈没した白露型4番艦「夕立」生存者の一部を「白鷹」が収容している。続いて本艦は、カビエン（ニューアイルランド島）やウェワク（ニューギニア島北岸）方面で行動した。12月29日附で、第八艦隊麾下の第二根拠地隊に編入。
1943年（昭和18年）2月26日、本艦はウェワクで爆撃を受け損傷する。トラック泊地とサイパンを経由して日本本土に戻り、3月29日から6月17日まで呉所在、同地で修理と整備を行う。この修理時に対空・対潜能力を強化した一方、敷設関係の装備を撤去したという。6月25日、パラオに到着。最前線に復帰し、輸送および護衛任務に従事した。
同年11月15日、日本海軍は東部ニューギニア方面防衛を主任務とする第九艦隊（司令長官遠藤喜一中将）を新設、「白鷹」と陽炎型駆逐艦2番艦「不知火」は第九艦隊護衛部隊に所属した。11月22日、ホーランディアからパラオへ向かう船団を護衛中、船団の船がアメリカ潜水艦「ティノサ」により沈められた。「白鷹」は「第35号駆潜艇」とともに爆雷攻撃を行い「ティノサ」に被害を与えた。
1944年（昭和19年）2月26日、「白鷹」はパラオを出発、3月6日に呉到着。4月5日附で、本艦は第九艦隊から第一海上護衛隊に編入。以後は船団護衛に従事し、竹一船団の護衛部隊旗艦（第六護衛船団司令官梶岡定道少将、参謀今里義光大佐）としても行動した。同年7月31日、門司を出撃。高雄市（台湾）方面で船団護衛任務に従事する。8月31日、米潜水艦シーライオンII(USS Sealion, SS/SSP/ASSP/APSS/LPSS-315)の雷撃により「白鷹」は北緯21度11分 東経121度17分 / 北緯21.183度 東経121.283度地点（バシー海峡）で戦没した。
10月10日、「白鷹」は敷設艦および帝国軍艦籍から除かれた。

## 略歴
- 1927年11月24日 東京石川島造船所にて起工
- 1929年1月25日 進水
  - 4月9日 竣工
- 1942年3月1日ジャワ島においてバタビア沖海戦に遭遇
- 1943年
  - 2月26日ウェワクにおいて敵機の攻撃により損傷
  - 以後ウェワク、ハンサ、ホーランジア輸送
  - 11月15日 第九艦隊に編入[38]。
- 1944年
  - 3月22日 呉入渠
  - 4月5日 第一海上護衛隊編入[88]。マニラ方面船団護衛
  - 8月31日 バシー海峡にてミリに向かうミ15船団を護衛中、7時15分ごろに浮上してきた米潜水艦シーライオン(USS Sealion, SS-315)の砲撃を受け[91]、11時15分戦没。魚雷を艦尾に1本、艦橋下に1本を受けたとする資料もある。生存者40余名は駆潜艇に救助され台湾の東港に上陸した
  - 10月10日 除籍

## 歴代艦長
※『艦長たちの軍艦史』209-211頁、『日本海軍史』第9巻・第10巻の「将官履歴」及び『官報』に基づく。

### 艤装員長
- 園田滋 中佐：1929年1月15日 - 1929年4月9日

### 艦長
- 園田滋 中佐：1929年4月9日 - 1929年11月5日
- 元泉威 中佐：1929年11月5日 - 1931年12月1日
- 山村実 中佐：1931年12月1日 - 1932年12月1日
- 金子豊吉 中佐：1932年12月1日 - 1933年11月15日
- 穂積龍雄 中佐：1933年11月15日 - 1934年10月22日
- 池田七郎 中佐：1934年10月22日 - 1935年11月15日
- 板垣行一 中佐：1935年11月15日 - 1936年11月16日
- 稲垣義龝 中佐：1936年11月16日[92] -
- 稲垣義龝 中佐：1937年7月28日 - 1938年12月15日[93]
- 金桝義夫 大佐：1938年12月15日 - 1939年11月15日[94]
- 今村幸彦 大佐：1939年11月15日 - 1940年11月1日[95]
- 森川亦男 中佐：1940年11月1日 - 1941年9月12日[96]
- 浜野元一 中佐：1941年9月12日 -
- 和田純久 大佐：1942年5月15日 -
- 三木高秀 大佐：1943年4月13日 - 1944年8月31日戦死 ※同日、海軍少将に特進。